# 聖三一教堂 (赫爾辛基)

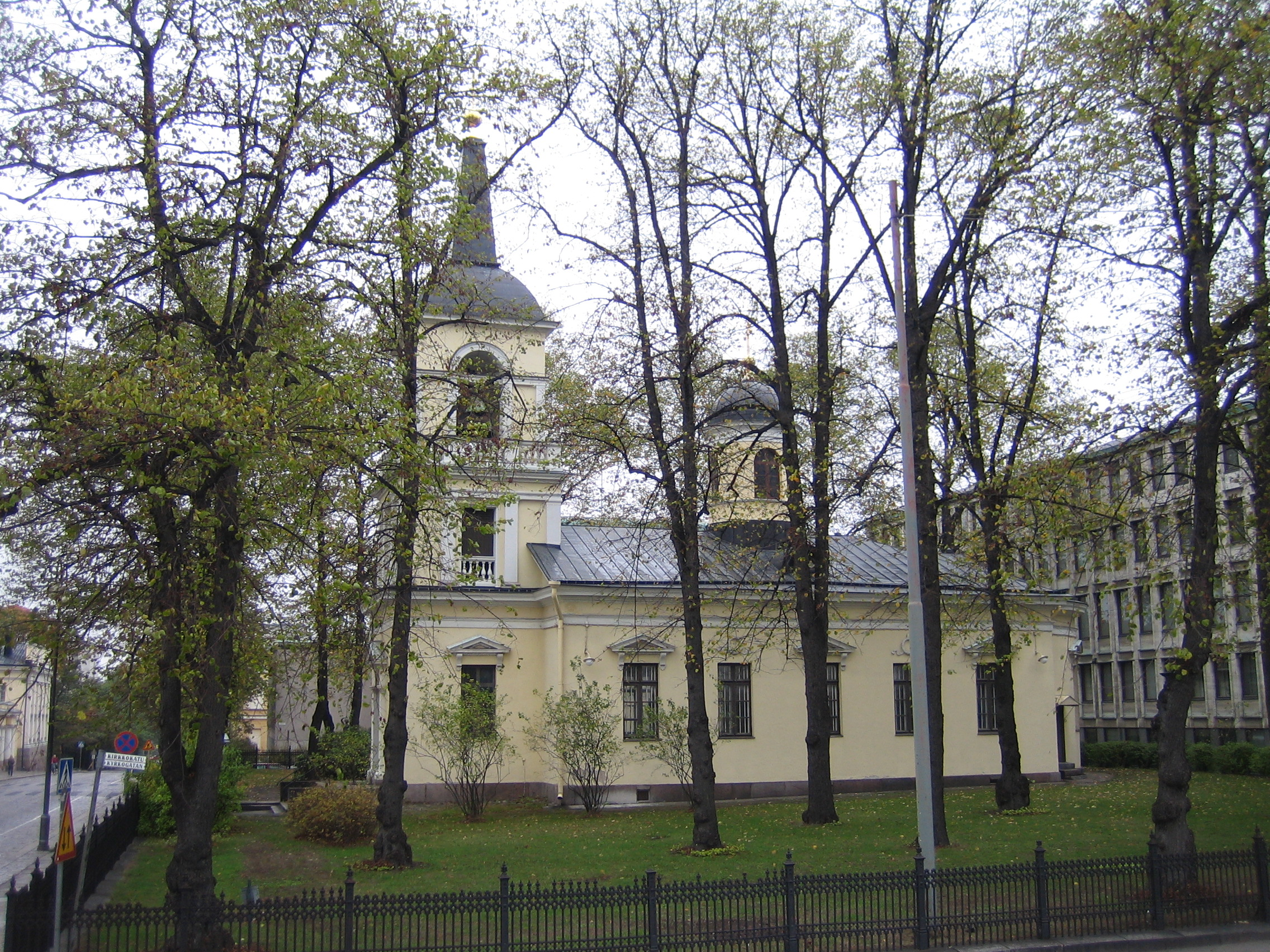
聖三一教堂

聖三一教堂（芬蘭語：Pyhän Kolminaisuuden kirkko）是芬蘭首都赫爾辛基的一座東正教教堂。聖三一教堂是一座新古典主義風格建築，修建於1826年，由建築師卡尔·卢德维格·恩格尔設計。教堂同時提供教會斯拉夫語和芬蘭語服務。

## 外部連結
- 教堂官方网页 （页面存档备份，存于） （文）
- The Church of Holy Trinity （页面存档备份，存于） （英文）

60°10′16.1″N 24°57′04″E / 60.171139°N 24.95111°E